# Liste des écoquartiers de Normandie
 (mars 2025).
 (octobre 2023).
Liste des écoquartier de Normandie, un écoquartier est l'application concrète du développement en matière d'urbanisme, les logements doit être durable sur le plan écologique, socialement abordable et économiquement rentable comme le définie le haleau du développement durable,.

## Liste des écoquartier par départements normands

### Dans l'Eure
- Écoquartier Fieschi à Vernon[3]

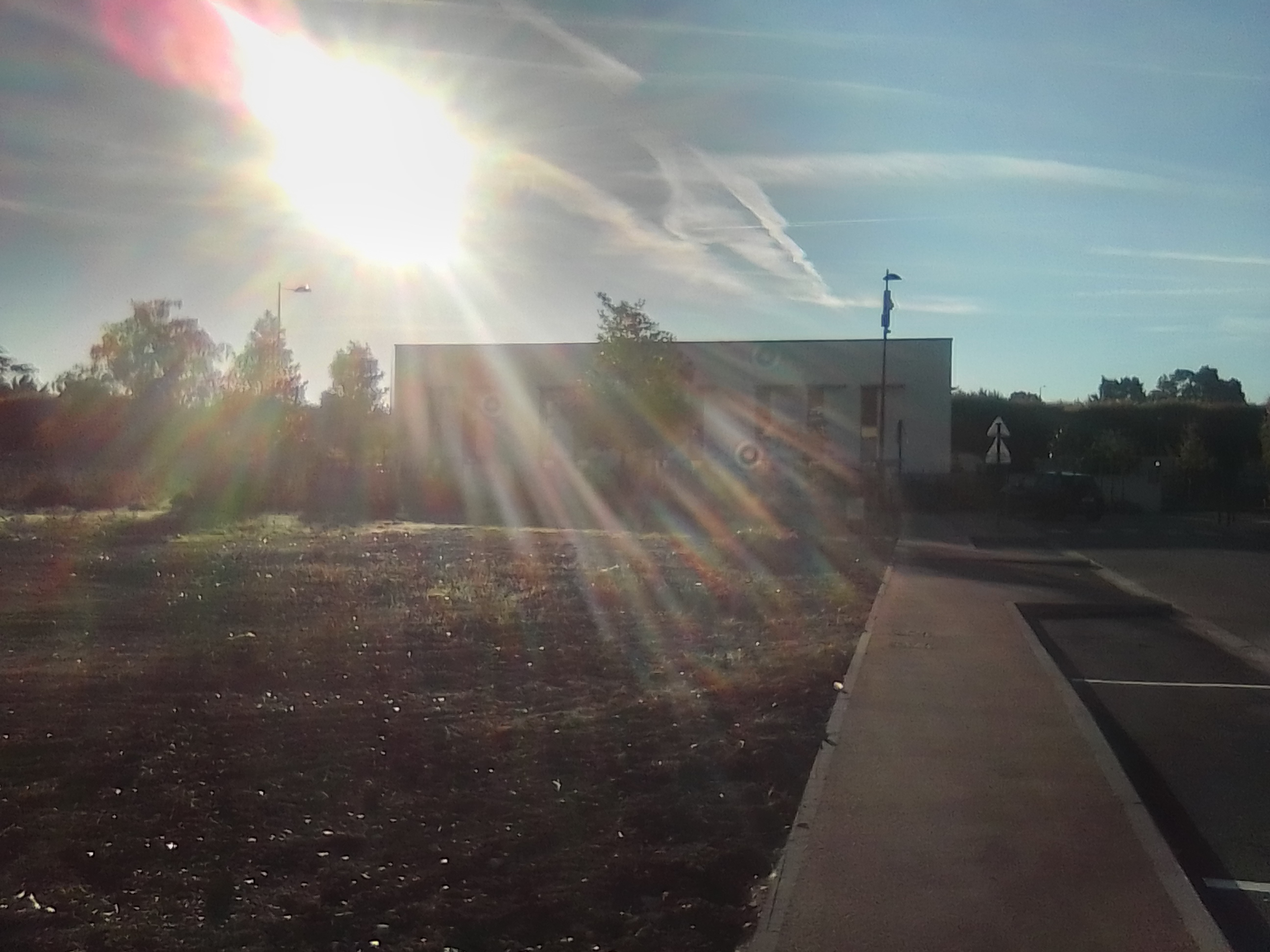
Rue Alexis de Tocqueville en travaux à Vernon dans l'Eure quartier Fieschi en 2023 en construction

- Écoquartier cité Lafayette à Evreux
- Écoquartier de Beuzeville
- Écoquartier à Ézy-sur-Eure[4]
- Écoquartier rural de Grossœuvre[5]
- Écoquartier des Noé Val-de-Reuil
- Écoquartier les Sentiers à Léry

### Dans la Seine-Maritime
- Écoquartier des Arondes à Roncherolles-sur-le-Vivier
- Écoquartier de Flaubert à Rouen
- Écoquartier Luciline Rives de Seine à Rouen
- Écoquartier de l'Église à La Mailleraye-sur-Seine
- Écoquartier du Clos Mazure à Életot
- Écoquartier du Centre-Bourg à Saint-Léonard
- Écoquartier place Foch à Octeville-sur-Mer
- Écoquartier les Jardins de la Ville à Montilliers
- Écoquartier Zac Dumont-d'Urville au Havre
- Écoquartier quartier Danton au Havre
- Écoquartier le Grand Hameau au Havre

### Dans l'Orne
- Écoquartier le Brulai à Chanu

### Dans le Calvados
- Écoquartier de Hauteville à Lisieux
- Écoquartier quartier Jean-Jaurès à Colombelles
- Écoquartier quartier Presque'Île à Caen / Hérouville-Saint-Clair
- Écoquartier les Hauts de l'Orne à Fleury-sur-Orne
- Écoquartier du Long Cours à Louvigny
- Écohameaux des Écrins Verts à Saint-Germain-de-Tallevende
- Écoquartier des Haut Prés à Douvres-la-Délivrande
- Écoquartier des Griffons à Falaise

### Dans la Manche
- Écoquartier de l'Archipel à Cherbourg-en-Cotentin
- Écoquartier du Chemin Vert à Sartilly-Baie-Bocage
- Écoquartier communal à Vengeons
- Écoquartier du Centre-Bourg au Teilleul